# Eleição nacional constituinte da Venezuela em 1999
A eleição nacional constituinte da Venezuela em 1999 ocorreu em 25 de julho em decorrência da aprovação obtida junto ao eleitorado venezuelano para a sua convocação no plebiscito constituinte realizado em 25 de abril. O nível de participação dos eleitores no  pleito foi de 46,23%.

## Coalizões e partidos
Para a disputa eleitoral, duas grandes coalizões políticas foram formadas: o Polo Patriótico, bloco de partidos de esquerda liderado pelo Movimento V República (MVR), partido do então presidente récem-eleito à época Hugo Chávez, e seguido pelo Pátria para Todos, Partido Comunista da Venezuela (PCV), Movimento ao Socialismo (MAS) e Movimento Eleitoral do Povo (MEP); e o Polo Democrático, bloco de partidos de centro-direita formado pelos principais partidos de oposição ao chavismo, como a Ação Democrática (AD), o Comitê de Organização Política Eleitoral Independente (COPEI), o Projeto Venezuela (PV) e o Convergência Nacional.
Ao todo, 1 167 candidatos foram habilitados pelo Conselho Nacional Eleitoral para concorrer às 128 cadeiras da Assembleia Nacional Constituinte preenchidas através de eleição direta, pois as 3 cadeiras restantes foram destinadas para assegurar representação política dos povos indígenas venezuelanos.

## Resultados eleitorais
| Coalizões               | Coalizões               | Partidos                 | Votos      | %      |
| ----------------------- | ----------------------- | ------------------------ | ---------- | ------ |
|                         | Polo Patriótico         | MVR PPT PCV MAS MEP      | 2 942 644  | 65.8   |
|                         | Polo Democrático        | AD COPEI PV Convergencia | 998 334    | 22.1   |
|                         | Demais partidos         | Demais partidos          | 532 124    | 12.1   |
|                         | Assentos indígenas      | Assentos indígenas       | –          | –      |
| Votos válidos           | Votos válidos           | Votos válidos            | 4 473 102  | 88.06  |
| Votos inválidos         | Votos inválidos         | Votos inválidos          | 606 496    | 11.94  |
| Total de votos          | Total de votos          | Total de votos           | 5 079 598  | 100.00 |
| Eleitorado apto a votar | Eleitorado apto a votar | Eleitorado apto a votar  | 10 986 871 | 46.23  |